# Kevin Lee
Kevin Jesse, Lee Jr. (Michigan, Estados Unidos; 4 de septiembre de 1992) es un artista marcial mixto estadounidense retirado que competía en la categoría de peso wélter y peso ligero en Ultimate Fighting Championship.

## Primeros años
Nacido en Grand Rapids y criado en Detroit, Lee compitió en baloncesto y comenzó a luchar durante su año menor en la High School secundaria de Southfield. Lee tenía talento suficiente para continuar su carrera de lucha libre en Grand Valley State University, donde fue un clasificador nacional del torneo. Lee abandonó los estudios para centrarse en su carrera en las artes marciales mixtas.
En el 2018 fue diagnosticado por el síndrome TDAH (Déficit Atencional)

## Carrera en artes marciales mixtas

### Ultimate Fighting Championship
Lee firmó con la UFC en diciembre de 2013.
Lee hizo su debut para la promoción en UFC 169 contra Al Iaquinta. Lee sufrió su primera derrota por decisión unánime.
En The Ultimate Fighter 19 Finale el 6 de julio de 2014, Lee consiguió su primera victoria para la promoción, derrotando a Jesse Ronson por decisión dividida.
Lee enfrentó a Jon Tuck en UFC 178 el 27 de septiembre de 2014. Lee ganó la pelea por decisión unánime.
Lee enfrentó a Michel Prazeres el 14 de febrero de 2015 en UFC Fight Night 60. Lee ganó la pelea por decisión unánime.
Lee enfrentó a James Moontasri el 15 de julio de 2015 en UFC Fight Night 71. Lee ganó la pelea por sumisión en la primera ronda.
Lee enfrentó a Leonardo Santos el 12 de diciembre de 2015 en UFC 194. Lee perdió la pelea por TKO en la primera ronda.
Lee enfrentó a Efraín Escudero el 23 de abril de 2016 en UFC 197. Lee ganó la pelea por decisión unánime.
Lee enfrentó a Jake Matthews el 8 de julio de 2016 en The Ultimate Fighter 23 Finale. Lee ganó la pelea por TKO en la primera ronda.
Lee enfrentó a Magomed Mustafaev en UFC Fight Night 99 el 19 de noviembre de 2016. Ganó la pelea por sumisión en la segunda ronda. Además consiguió su primer premio Performance of the Night.
Lee enfrentó a Francisco Trinaldo el 11 de marzo de 2017 en UFC Fight Night 106. Lee ganó la pelea por sumisión en la segunda ronda.
Lee se enfrentó a Michael Chiesa el 25 de junio de 2017 en la UFC Fight Night 112. Ganó la pelea a través de sumisión al final de la primera ronda. La victoria también le valió a Lee su segundo premio a la Actuación de la Noche. Chiesa apeló a la Comisión Atlética del Estado de Oklahoma para anular la derrota, alegando que el árbitro Mario Yamasaki se equivocó al detener la pelea, al no haber sido golpeado ni haber perdido la conciencia y haber permitido a Lee usar codazos ilegales en su cabeza.
Lee se enfrentó a Tony Ferguson el 7 de octubre de 2017 en UFC 216 por el Campeonato Interino de Peso Ligero. A pesar de comenzar fuerte, perdió la pelea por sumisión en la tercera ronda.
El 21 de abril de 2018, Lee se enfrentó a Edson Barboza en UFC Fight Night 128. Durante los pesajes previos, Kevin Lee pesó 157 libras, una libra por encima del peso máximo autoriazado en la división de peso ligero, que como límite se establece en 156 libras. Como consecuencia de esto, se pactó continuar con el combate en un peso acordado y perdiendo Lee  el 20% de su pago en favor de Edson Barboza. Ya en la pelea, Lee fue dominante. Encajó una patada giratoria de Barboza que le hizo tambalearse. Finalmente, Kevin Lee consiguió hacerse con la victoria via parada médica en la quinta ronda.
Lee se enfrentó a Al Iaquinta en una revancha el 15 de diciembre de 2018, en el UFC on Fox 31. Perdió la pelea por decisión unánime.
Lee subió al peso wélter para enfrentarse a Rafael dos Anjos en el evento principal de UFC on ESPN+ 10 el 18 de mayo de 2019. Perdió la pelea por sumisión (arm-triangle choke) en la cuarta ronda.
En septiembre de 2019, Lee anunció que regresaría a la división de peso ligero.
Lee se enfrentó a Gregor Gillespie el 2 de noviembre de 2019 en UFC 244. Ganó la pelea por nocaut en la primera ronda. Tras el combate, recibió el premio a la Actuación de la Noche.
Lee se enfrentó a Charles Oliveira el 14 de marzo de 2020 en el evento principal en UFC Fight Night 170. En el pesaje, Lee pesó 158.5 libras, 2.5 libras por encima del límite de las 156 libras en peleas no titulares. Lee recibió una multa del 20% de su pago y la pelea se llevó a cabo en un peso acordado. Perdió la pelea por sumisión en la tercera ronda.
Lee tenía previsto enfrentarse a Sean Brady el 10 de julio de 2021 en UFC 264. Sin embargo, Lee se retiró por lesión y el combate fue reprogramado para UFC on ESPN: Barboza vs. Chikadze el 28 de agosto de 2021. Posteriormente, el combate se canceló de nuevo después de que Brady se retirara debido a una infección en el pie. Brady fue sustituido por Daniel Rodríguez el 28 de agosto de 2021 en UFC on ESPN: Barboza vs. Chikadze. En su regreso al peso wélter, Lee perdió el combate por decisión unánime.

## Campeonatos y logros
- Total Warrior Combat
  - TWC Lightweight Championship (una vez)

- Ultimate Fighting Championship
  - Actuación de la Noche (tres veces)

## Récord en artes marciales mixtas
| Resultado | Récord | Oponente           | Método                                            | Evento                                                    | Fecha                    | Ronda | Tiempo | Localización                           | Notas                                             |
| --------- | ------ | ------------------ | ------------------------------------------------- | --------------------------------------------------------- | ------------------------ | ----- | ------ | -------------------------------------- | ------------------------------------------------- |
| Victoria  | 19–7   | Diego Sanchez      | Decisión (unánime)                                | Eagle FC 46                                               | 11 de marzo de 2022      | 3     | 5:00   | Miami, Florida                         | Debut Peso Superligero (165 lb).                  |
| Derrota   | 18–7   | Daniel Rodriguez   | Decisión (unánime)                                | UFC on ESPN: Barboza vs. Chikadze                         | 28 de agosto de 2021     | 3     | 5:00   | Las Vegas, Nevada                      |                                                   |
| Derrota   | 18–6   | Charles Oliveira   | Sumisión (estrangulamiento por guillotina)        | UFC Fight Night: Lee vs. Oliveira                         | 14 de marzo de 2020      | 3     | 0:28   | Brasília                               |                                                   |
| Victoria  | 18–5   | Gregor Gillespie   | KO (patada en la cabeza)                          | UFC 244                                                   | 2 de noviembre de 2019   | 1     | 2:47   | Ciudad de Nueva York                   | Actuación de la Noche. Retorno a peso ligero      |
| Derrota   | 17–5   | Rafael dos Anjos   | Sumisión (estrangulamiento del brazo)             | UFC Fight Night: dos Anjos vs. Lee                        | 18 de mayo de 2019       | 4     | 3:47   | Rochester, Nueva York                  |                                                   |
| Derrota   | 17–4   | Al Iaquinta        | Decisión (unánime)                                | UFC on Fox: Lee vs. Iaquinta 2                            | 15 de diciembre de 2018  | 5     | 5:00   | Milwaukee, Wisconsin                   |                                                   |
| Victoria  | 17–3   | Edson Barboza      | TKO (parada médica)                               | UFC Fight Night: Barboza vs. Lee                          | 21 de abril de 2018      | 5     | 2:18   | Atlantic City, Nueva Jersey            |                                                   |
| Derrota   | 16–3   | Tony Ferguson      | Sumisión (estrangulamiento por triángulo)         | UFC 216                                                   | 7 de octubre de 2017     | 3     | 4:02   | Las Vegas, Nevada                      | Por el Campeonato Interino de Peso Ligero de UFC. |
| Victoria  | 16–2   | Michael Chiesa     | Sumisión técnica (estrangulamiento por detrás)    | UFC Fight Night: Chiesa vs. Lee                           | 25 de junio de 2017      | 1     | 4:37   | Oklahoma City, Oklahoma, USA           | Actuación de la noche.                            |
| Victoria  | 15–2   | Francisco Trinaldo | Sumisión (estrangulamiento por detrás)            | UFC Fight Night: Belfort vs. Gastelum                     | 11 de marzo de 2017      | 2     | 3:12   | Fortaleza, Brasil                      |                                                   |
| Victoria  | 14–2   | Magomed Mustafaev  | Sumisión técnica (estrangulamiento por detrás)    | UFC Fight Night: Mousasi vs. Hall 2                       | 19 de noviembre de 2016  | 2     | 4:31   | Belfast, Irlanda del Norte             | Actuación de la Noche.                            |
| Victoria  | 13–2   | Jake Matthews      | TKO (puñetazos)                                   | The Ultimate Fighter: Team Joanna vs. Team Cláudia Finale | 8 de julio de 2016       | 1     | 4:06   | Las Vegas, Nevada, USA                 |                                                   |
| Victoria  | 12–2   | Efraín Escudero    | Decisión (unánime)                                | UFC 197                                                   | 23 de abril de 2016      | 3     | 5:00   | Las Vegas, Nevada, Estados Unidos      |                                                   |
| Derrota   | 11–2   | Leonardo Santos    | TKO (puñetazos)                                   | UFC 194                                                   | 12 de diciembre de 2015  | 1     | 3:26   | Las Vegas, Nevada, USA                 |                                                   |
| Victoria  | 11–1   | James Moontasri    | Sumisión (estrangulamiento por detrás)            | UFC Fight Night: Mir vs. Duffee                           | 15 de julio de 2015      | 1     | 2:56   | San Diego, California, Estados Unidos  |                                                   |
| Victoria  | 10–1   | Michel Prazeres    | Decisión (unánime)                                | UFC Fight Night: Henderson vs. Thatch                     | 14 de febrero de 2015    | 3     | 5:00   | Broomfield, Colorado, Estados Unidos   |                                                   |
| Victoria  | 9–1    | Jon Tuck           | Decisión (unánime)                                | UFC 178                                                   | 27 de septiembre de 2014 | 3     | 5:00   | Las Vegas, Nevada, Estados Unidos      |                                                   |
| Victoria  | 8–1    | Jesse Ronson       | Decisión (dividida)                               | The Ultimate Fighter: Team Edgar vs. Team Penn Finale     | 6 de julio de 2014       | 3     | 5:00   | Las Vegas, Nevada, Estados Unidos      |                                                   |
| Derrota   | 7–1    | Al Iaquinta        | Decisión (unánime)                                | UFC 169                                                   | 1 de febrero de 2014     | 3     | 5:00   | Newark, New Jersey, Estados Unidos     |                                                   |
| Victoria  | 7–0    | Eric Moon          | Sumisión (estrangulamiento por guillotina de pie) | TWC 20: Final Cut                                         | 16 de noviembre de 2013  | 1     | 1:24   | Lansing, Míchigan, Estados Unidos      |                                                   |
| Victoria  | 6–0    | Travis Gervais     | Sumisión (barra de brazo)                         | Canadian Fighting Championship 8                          | 13 de septiembre de 2013 | 1     | 0:46   | Winnipeg, Manitoba, Canadá             |                                                   |
| Victoria  | 5–0    | Joseph Lile        | Sumisión (estrangulamiento por detrás)            | Midwest Fight Series 5                                    | 19 de julio de 2013      | 3     | 1:29   | Indianapolis, Indiana, Estados Unidos  |                                                   |
| Victoria  | 4–0    | Kyle Prepolec      | Sumisión (guillotina)                             | Michiana Fight League                                     | 13 de abril de 2013      | 2     | 2:17   | South Bend, Indiana, Estados Unidos    |                                                   |
| Victoria  | 3–0    | J.P. Reese         | Decisión (unánime)                                | IFL 51: No Guts, No Glory                                 | 17 de noviembre de 2012  | 3     | 5:00   | Auburn Hills, Michigan, Estados Unidos |                                                   |
| Victoria  | 2–0    | Mansour Barnaoui   | Decisión (unánime)                                | Instinct MMA: Instinct Fighting 4                         | 29 de junio de 2012      | 3     | 5:00   | Montreal, Quebec, Canadá               |                                                   |
| Victoria  | 1–0    | Levis Labrie       | Decisión (unánime)                                | Instinct MMA: Instinct Fighting 3                         | 31 de marzo de 2012      | 3     | 5:00   | Sherbrooke, Quebec, Canadá             |                                                   |